# Фогт, Пауль
Пауль Роберт Фогт (род 10 января 1957) швейцарский хирург и профессор университета.

## Биография
После окончания средней школы Фогт учился в Цюрихском университете, где он сдал государственный экзамен в 1983 году. В 1992 году закончил специальную подготовку (общая хирургия) и защитил диссертацию. За этим последовали дополнительные звания специалиста по кардиохирургии (1994) и специальной сосудистой хирургии (2003).
С 1995 по 1996 год Фогт был старшим врачом по сердечно-сосудистой хирургии в Университетской клинике Цюриха. После нескольких лет работы в качестве преподавателя по сердечно-сосудистой хирургии в 1997 году он получил звание частного преподавателя на медицинском факультете Цюрихского университета. В том же году он стал старшим врачом и заместителем директора клиники (Марко Турина). В 1999 году Фогт стал членом правления Швейцарского общества сердечно-сосудистой хирургии.
В 2000 году Фогт стал клиническим директором и главным врачом в университетской больнице в Гиссене. В течение следующих нескольких лет посещение профессоров проводилось в различных зарубежных университетах (включая медицинские университеты в Ухане, Харбине и университете Хэбэя).
Фогт основал EurAsia Heart - Швейцарский медицинский фонд, добровольный швейцарский фонд, основанный в Цюрихе в 2006 году, который оказывает хирургическую помощь в Восточной Европе, Азии и Африке. В то же время он стал лечащим врачом в клиниках Хирсланден в Цюрихе. В 2015 году Украинский центр детской и кардиохирургии взрослых в Киеве назначил его заместителем главного врача.
Фогт является членом Swiss Surgery, сети компетенций в области хирургии и лечения рака, с 2019 года.
Фогт анализирует ситуацию с COVID-19 и обращает внимание, что вирус поражает не только лёгкие, но и заметно влияет на сердце
COVID-19 — это не только осложнения, трубующие механической вентиляции легких; болезнь затрагивает также сердце. Около 30% всех пациентов, которые не выжили в отделении интенсивной терапии, умирают из-за кардиологических причин. Я кардиолог.

## Награды
- В 2011 году Фогт получил почетную докторскую степень в Медицинском университете в Санкт-Петербурге, где он также является профессором и преподавателем с 2015 года.
- В 1998 году он получил премию Мерк-Шарп-Доума за работу в области экспериментальных исследований в области инфекционных заболеваний.
- Первый Павловский государственный медицинский университет Санкт-Петербурга наградил Фогта медалью Колесова в 2018 году. Он первый иностранец, получивший эту награду.